# The Cascades
The Cascades was een Amerikaanse doowop-band uit San Diego, die bestond van 1962 tot 1975.

## Oprichting en bezetting
- John Gummoe (leadzanger en gitaar)
- Eddy Snyder (keyboard)
- Dave Stevens (bas)
- Dave Wilson (saxofoon)
- Dave Zabo (drums)

The Cascades kwamen voort uit de muziekgroep The Silver Strands, die in 1960 hun eerste optredens hadden in San Diego. Ze veranderden later hun naam in The Thundernotes met als manager en leadzanger de gitarist John Gummoe. Nadat de band tot 1961 enkele onopvallende platen had gepubliceerd, tekenden ze in 1962 een contract bij het label Valiant Records, een sub-onderneming van Warner Bros.

## Carrière
In de zomer van 1962 werd de single There's a Reason / Second Chance uitgebracht onder de naam The Cascades. Terwijl deze plaat slechts landelijke aandacht kreeg, kwam met de tweede publicatie reeds het grote succes. In de herfst van 1962 werd o.l.v. producent Phil Spector in de Gold Star Studios in Los Angeles de single Rhythm of the Rain opgenomen, die zich na het uitbrengen in november 1962 in de Billboard Hot 100 plaatste vanaf 12 januari tot 9 maart 1963 met een topnotering (3e plaats). In totaal stond de door John Gummoe gecomponeerde en geschreven song 16 weken in de Hot 100. Ook internationaal ontwikkelde het nummer zich tot een hit. In Groot-Brittannië bereikte het nummer de 5e plaats, in Canada de 1e plaats en in Nieuw-Zeeland de 2e plaats. Het bleef bij dit enige grote succes van The Cascades. Weliswaar verschenen in 1962 nog drie verdere nummers in de Hot 100, waarvan The Last Leaf (60e plaats) de beste notering kreeg. Daarna kwam met Maybe the Rain Will Fall (1969, 61e plaats) pas weer een Cascade-nummer in de Amerikaanse hitlijst.
In de loop van 1963 werd Tony Grasso de nieuwe bassist en Roy Lynch speelde het keyboard. Na drie singlepublicaties en de langspeelplaat Rhythm of the Rain bij Valiant Records wisselden The Cascades in de zomer van 1963 naar het label RCA Records. Van de vier tot 1964 geproduceerde singles was slechts het nummer For Your Sweet Love (86e plaats, Hot 100) enigszins succesvol. Nadat het contract bij RCA Records in de loop van 1964 was beëindigd, wisselden The Cascades tot 1969 de labels in snel tempo, zonder dat het tot een redelijk succes kwam.
John Gummoe verliet in 1967 na een langdurige ziekte de band en begon een solocarrière. Vanaf 1968 speelde de band met de bezetting Gabe Lapano, Tony Grasso, Eddy Snyder en Dave Wilson. Onder eigen productie werd de langspeelplaat What Goes on Inside uitgebracht. In 1969 kon een tweejarig contract met Uni Records worden afgesloten, waardoor vier singles en de langspeelplaat Maybe the Rain Will Fall gepubliceerd werden. Tijdens deze periode gingen The Cascades versterkt op tournee. Naast een grote Amerikaanse tournee traden ze meermaals op voor in het buitenland gestationeerde soldaten. Tijdens een Noord-Atlantische tournee kwamen ze in IJsland, Groenland, Newfoundland en Labrador.
In februari 1970 verliet Gabe Lapano en in november 1974 Tony Gasso de band. De ontbinding gebeurde in 1975.